# 西村街道
西村街道是中国广东省广州市荔湾区下辖的一个街道，位于荔湾区北部。辖区总面积1.4平方公里，2005年总人口4.1万人。

## 行政区划
西村街道下辖以下地区：
西湾社区、大岗元社区、长乐社区、西湾东社区、广雅社区、环市西苑社区、增埗社区和协和社区。

## 交通

### 地铁
- █5号线、█8号线：西村站